# Meire Grove (Minnesota)
Meire Grove es una ciudad situada en el condado de Stearns, Minnesota, Estados Unidos. Tiene una población estimada, a mediados de 2021, de 182 habitantes.

## Geografía
La localidad está ubicada en las coordenadas 45°37′35″N 94°52′10″O / 45.62639, -94.86944 (45.626408, -94.869394). Según la Oficina del Censo de los Estados Unidos, tiene una superficie total de 1.01 km², correspondientes en su totalidad a tierra firme.

## Demografía
Según el censo de 2020, en ese momento había 180 personas residiendo en la localidad. La densidad de población era de 178.22 hab./km². El 94.44% de los habitantes eran blancos, el 0.56% era afroamericano, el 1.67% eran de otras razas y el 3.33% eran de una mezcla de razas. Del total de la población, el 2.22% eran hispanos o latinos de cualquier raza.